# Почётная пряжка на ленте для сухопутных войск
Почётная пряжка на ленте для сухопутных войск — награда, почётный знак нацистской Германии, была учреждена 1 января 1944 года именным указом Гитлера для награждения офицеров и солдат сухопутных войск и ваффен-СС за героические действия и храброе поведение в бою, если их заслуги были ниже уровня, необходимого для получения Рыцарского или Немецкого креста.

## Условия награждения
Награждённым пряжкой мог стать только тот, кто уже был кавалером Железного креста 1-го и 2-го классов, но ещё не был отмечен Рыцарским крестом или Немецким крестом.

## Описание награды
Почётная пряжка на ленте для сухопутных войск имела форму венка из дубовых листьев в центре которого расположена свастика. Изготавливалась из томпака с нанесением позолоты. Размеры пряжки: ширина — 24,5 мм, высота — 26 мм. Пряжка наложена на красно-белую ленту с чёрными краями, которая продевалась в петлю 2-й пуговицы кителя. В боевых условиях металлический знак ради сохранности с ленты иногда снимали.

## Современное состояние
В ФРГ ношение данной награды разрешено в «денацифицированном» виде — свастика заменена на изображение скрещённых мечей.

## Галерея

Почётные пряжки на ленту
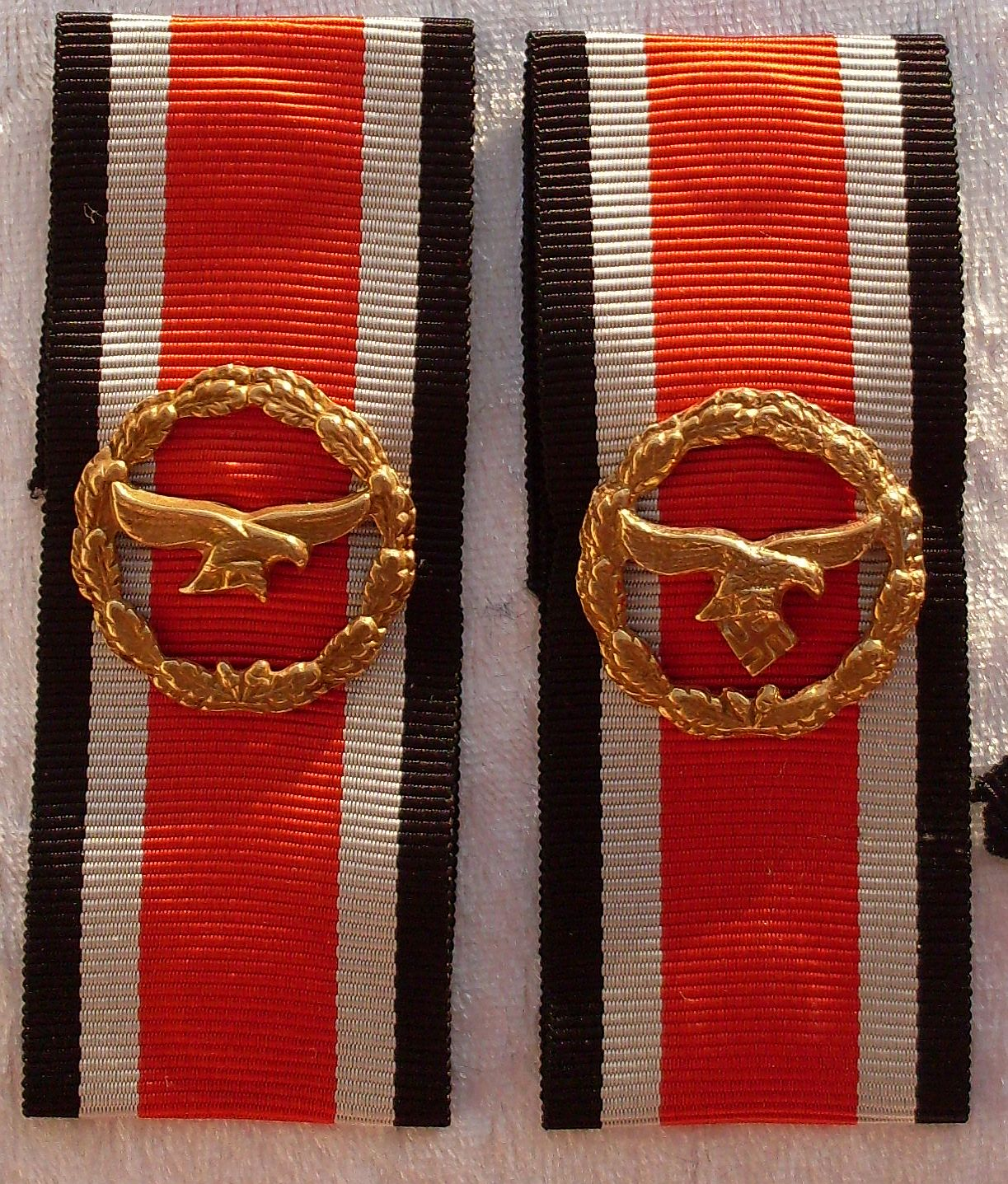
Почётная пряжка на ленте для люфтваффе
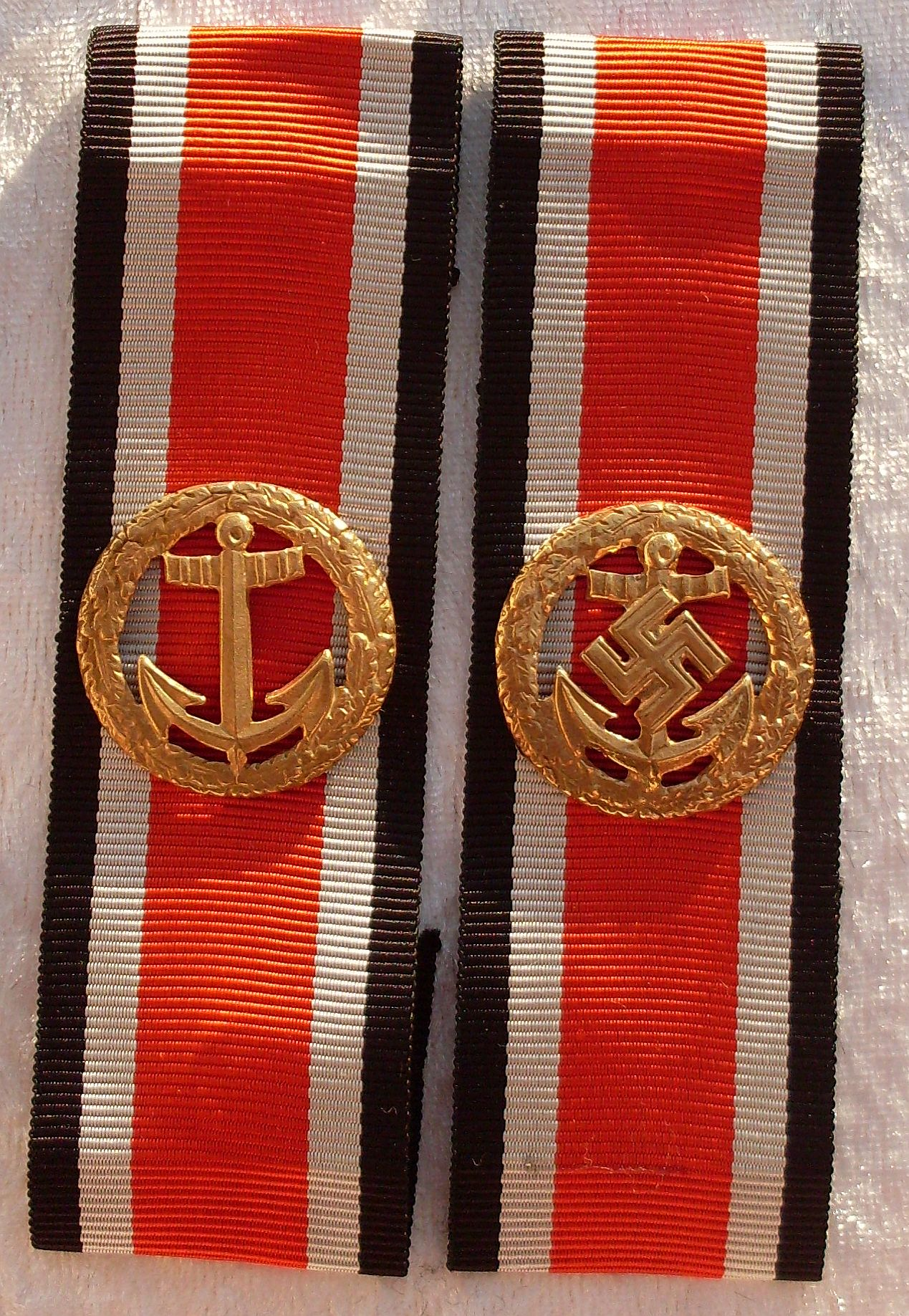
Почётная пряжка на ленте для кригсмарине